# Wastringue

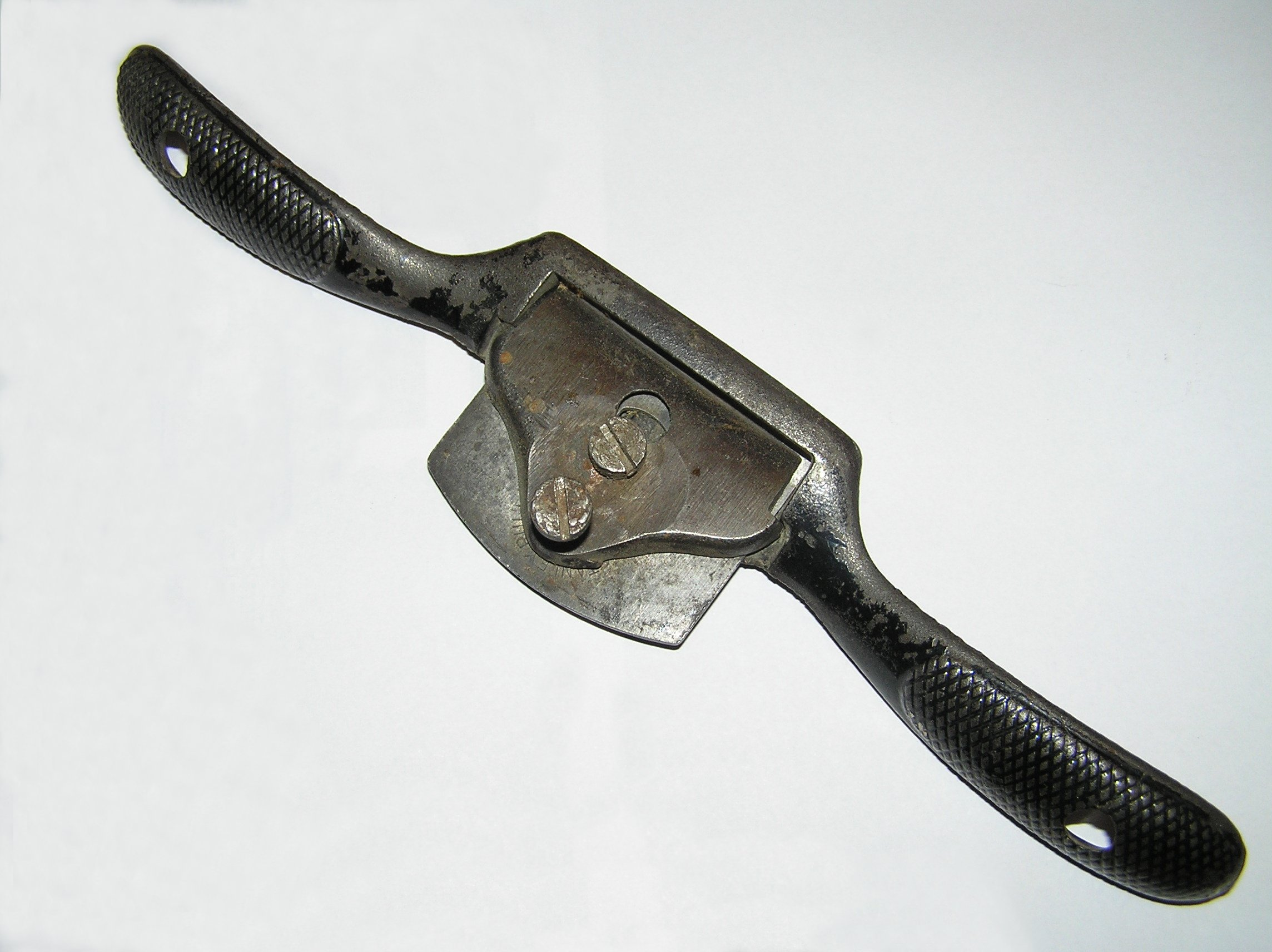
Un vastringue.

Le vastringue ou wastringue est un outil intermédiaire entre la plane et le rabot destiné à travailler et finir les pièces de bois courbes (pieds de chaises, rames, rayons de roues...). Par sa légèreté, il peut enlever beaucoup de matériau en peu de temps, et bien ajusté il assurera également une finition parfaite. 
Au XIXe siècle, les ébénistes le fabriquaient eux-mêmes en bois, la lame était située sous le corps, offrant un angle de coupe faible (20°). Le corps était en bois dur dans lequel on perçait deux trous, à la lame étaient soudés deux picots qui venaient s'insérer dans ces trous en dépassant légèrement. On pouvait ainsi régler la lumière ou retirer la lame en cas de bourrage.
Après la révolution industrielle, les wastringues étaient fabriqués en métal sur le modèle des rabots (la lame traverse le corps et elle est fixée à l'aide d'une vis).
Stanley, leader mondial de l'époque, a multiplié les modèles en fonction des usages. Ce faisant il imposa sa terminologie (sa numérotation), encore en usage aujourd'hui.
Sur certains modèles la profondeur de coupe se règle à l'aide d'un marteau modèle 51, d'autres possèdent un système de molette (no 151) ou encore une lumière réglable (no 53). La semelle peut être courbe pour travailler les pièces concaves (no 63). La lame peut être courbe afin de travailler les pièces rondes (no 55). Notons encore le n° 65 ayant pour but de chanfreiner.
Le lit sur lequel repose la lame faisant un angle plus grand, ils peuvent être plus adaptés selon la dureté du bois travaillé mais ils seront moins efficaces en bois de bout. On constate d'ailleurs un renouveau de ces wastringues à angle faible, certains fabricants proposant des kits (lame, corps et visserie) à finir soi-même.